# August Baumgarte

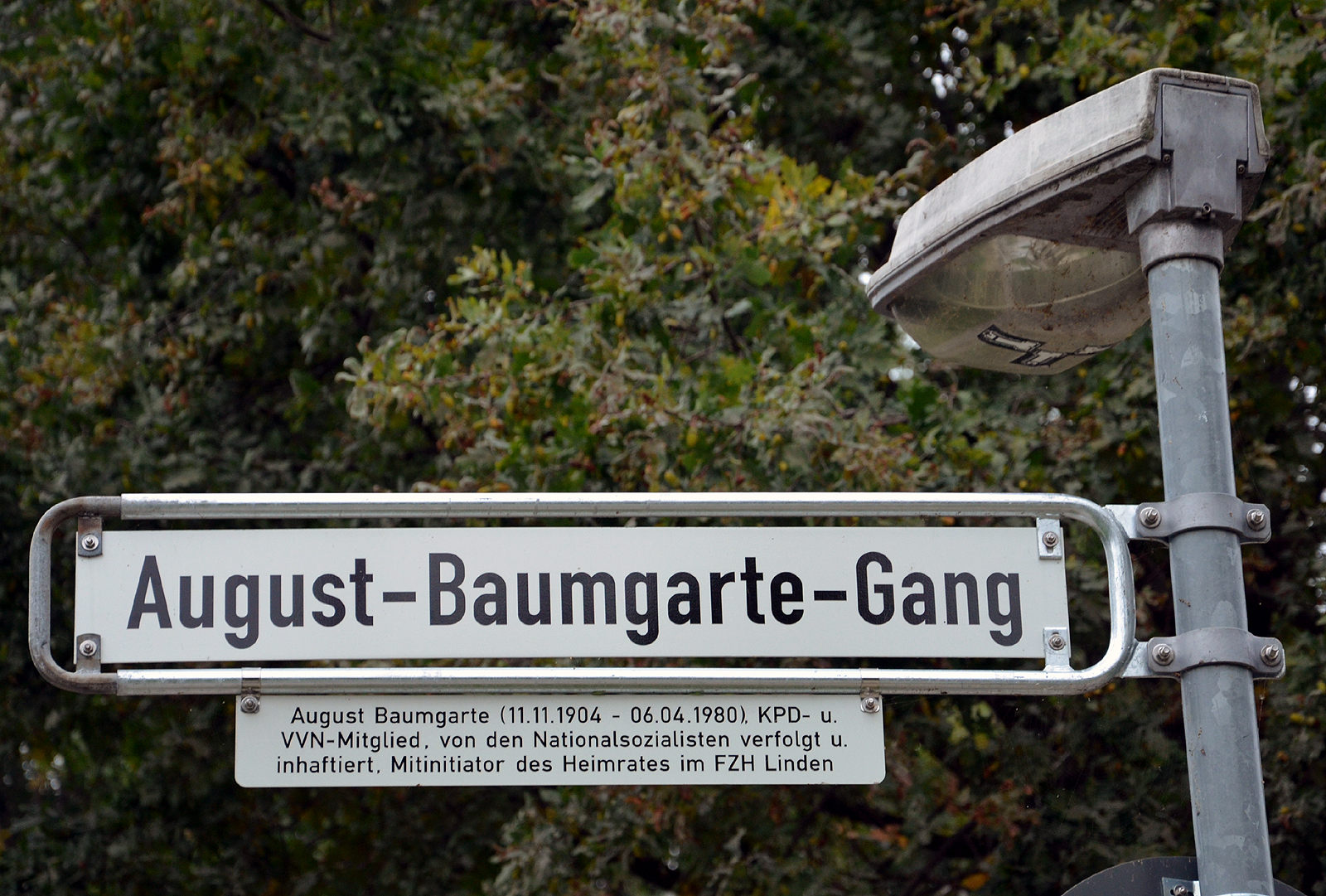
August-Baumgarte-Gang an der Justus-Garten-Brücke über die Ihme in Hannover-Linden-Nord

August Baumgarte (* 11. November 1904 in Hannover; † 6. April 1980 ebenda) war ein deutscher KPD-Funktionär. Er war während fast der gesamten Zeit des Nationalsozialismus in mehreren Konzentrationslagern inhaftiert. Nach dem Krieg engagierte er sich in der Vereinigung der Verfolgten des Naziregimes (VVN) und der KPD. 1958 wurde er wegen seiner Tätigkeit für die KPD zu einer Gefängnisstrafe verurteilt. Seine Ansprüche auf Entschädigung wegen des in der NS-Zeit erlittenen Unrechts nach dem Bundesentschädigungsgesetz wurden ihm unter Verweis darauf, er sei noch nach dem KPD-Verbot für die Partei aktiv gewesen, verwehrt.

## Leben
Aufgewachsen in einem sozialdemokratisch orientierten Elternhaus, trat Baumgarte bald nach Beginn einer Schlosserlehre in die Sozialistische Arbeiterjugend (SAJ) und 1923 in den Republikanischen Schutzbund Hannover ein, der später im Reichsbanner Schwarz-Rot-Gold aufging. 1926 trat er in den kommunistischen Jugendverband über, in welchem er in der Bezirksleitung arbeitete. Baumgarte wurde zum Vorsitzenden des Betriebsrates eines großen hannoverschen Metallbetriebs gewählt, dort aber entlassen und engagierte sich im Kampfbund gegen den Faschismus, den er in Niedersachsen ab 1930 leitete.
Nach dem Reichstagsbrand gehörte Baumgarte am  28. Februar 1933 zu den ersten Kommunisten, die in Hannover verhaftet wurden. Ab dem 11. April 1933 war er im KZ Moringen inhaftiert. Im Herbst 1933 wurde er in das KZ Esterwegen überführt und am 18. Februar 1934 entlassen. Baumgarte stand unter Polizeiaufsicht und zog illegal nach Chemnitz, wo er „antifaschistische Jugendgruppen“ organisierte. Am 8. August 1934 wurde er erneut verhaftet und schließlich wegen „Vorbereitung zum Hochverrat“ zu sechs Jahren Zuchthaus verurteilt. Er verbüßte seine Strafe ab 1937 im Emslandlager Aschendorfermoor und wurde nach seiner Entlassung im Herbst 1940 in das KZ Sachsenhausen überstellt. Im Oktober 1944 kam er in das KZ Mauthausen, wo er am 5. Mai 1945 befreit wurde.
Nach Kriegsende engagierte sich Baumgarte politisch weiter in der KPD und der Vereinigung der Verfolgten des Naziregimes (VVN) und wurde Landessekretär von Partei und VVN. Karl Abel, von 1946 bis 1951 Mitglied des Niedersächsischen Landtages, dort 1950/51 Vorsitzender der KPD-Fraktion und bis 1960 im Vorstand der VVN, machte Baumgarte für personelle Fehlentscheidungen, Postengerangel und politisch kontraproduktive Machtkämpfe in den Funktionärsriegen verantwortlich und identifizierte ihn als Mitautor eines abwertenden Dossiers über seine Person („Die rote Hand“), das in die Hände des politischen Gegners gelangte.
Wegen seiner Inhaftierung während des Nationalsozialismus war Baumgarte 1950 eine Haftentschädigung in Höhe von DM 21.750 zuerkannt worden. Ab 1949 erhielt er außerdem als verfolgungsbedingt um 40 % Erwerbsgeminderter eine „Geschädigtenrente“. Nach dem Inkrafttreten des Bundesentschädigungsgesetzes 1953 stellte Baumgarte einen Antrag auf Entschädigung. Die Entschädigungsbehörde bei der Bezirksregierung Hannover schloss ihn jedoch am 30. Oktober 1956 von der Entschädigung aus, weil er führendes Mitglied der zwei Monate zuvor verbotenen KPD gewesen sei. Außerdem wurden die bisher gezahlten Wiedergutmachungsleistungen zurückgefordert. Baumgarte klagte gegen seinen Ablehnungsbescheid und bekam 1959 teilweise Recht, weil die Widerrufsfrist gegen Rente und Entschädigung bereits abgelaufen war. Die Klage auf seine Entschädigungsansprüche zog er zurück, nachdem er 1958 wegen seiner Tätigkeit für die KPD zu zwei Jahren und zwei Monaten Gefängnis verurteilt worden war.
Im Jahr 1962 erregte er Aufsehen, als er den Vorsitzenden des 1. Senats des Bundesverwaltungsgerichts, Fritz Werner, in der mündlichen Verhandlung über das von der Bundesregierung beantragte Verbot der VVN mit dessen NS-Vergangenheit (Werner war Mitglied der SA in Greifswald) konfrontierte.
Mit den Worten „Herr Präsident, Sie waren ein großer Nazi. Hier sind die Beweise“ überraschte Baumgarte, in der ersten Reihe der Zuhörerbänke platziert und von Willy Bechtle, dem KPD-Vertreter im Präsidium der VVN, instruiert, nach der Eröffnung des zweiten Gerichtstags nicht nur das Gericht und die Regierungsvertreter, sondern auch die Anwälte und Vertreter der VVN, die über den Auftritt nicht informiert worden waren.
Er war aktives Mitglied der DKP seit ihrer Konstituierung und gehört dem Landesausschuss zur Konstituierung und dem Bezirksvorstand der DKP Niedersachsen an.
Ab 1970 versuchte Baumgarte, einen „Zweitbescheid“ für seine Entschädigungsansprüche zu erhalten. Obwohl sein Fall bundesweite Aufmerksamkeit fand und sich die SPD-Bundestagsfraktion seiner 1973 annahm, wurde dies mit der Begründung abgelehnt, er habe sich auch nach deren Verbot für die KPD engagiert. Seine Klage wurde am 20. November 1973 abgewiesen.
Baumgarte stand dem  „Komitee der Moorsoldaten“, einer Vereinigung ehemaliger Gefangener der Emslandlager, vor.
Nachdem die Stadt Hannover es wegen Namensähnlichkeiten abgelehnt hatte, eine Straße nach ihm zu benennen, beschloss der Bezirksrat seines letzten Wohnortes, des Stadtbezirks Linden-Limmer, am 27. Februar 2013 einstimmig die Nomination eines Fuß- und Radweges. Die Verlängerung der Justus-Garten-Brücke trägt seither die Bezeichnung „August-Baumgarte-Gang“.
Sein Bruder Kurt Baumgarte war auch Widerstandskämpfer. Er war mit Gerda Baumgarte verheiratet, die für mehrere Monate inhaftiert wurde, u. a. weil sie  einem russischen Zwangsarbeiter Brot zusteckte. Seine Tochter Gerda Marotzky kandidierte 2021 für die DKP zur Stadtbezirksratswahl in Hannover-Linden/Limmer und erhielt 17 Stimmen.

## Veröffentlichungen
- Das wahre Gesicht der Waffen-SS. Selbstverlag, Hannover 1963.